# Harry Myers

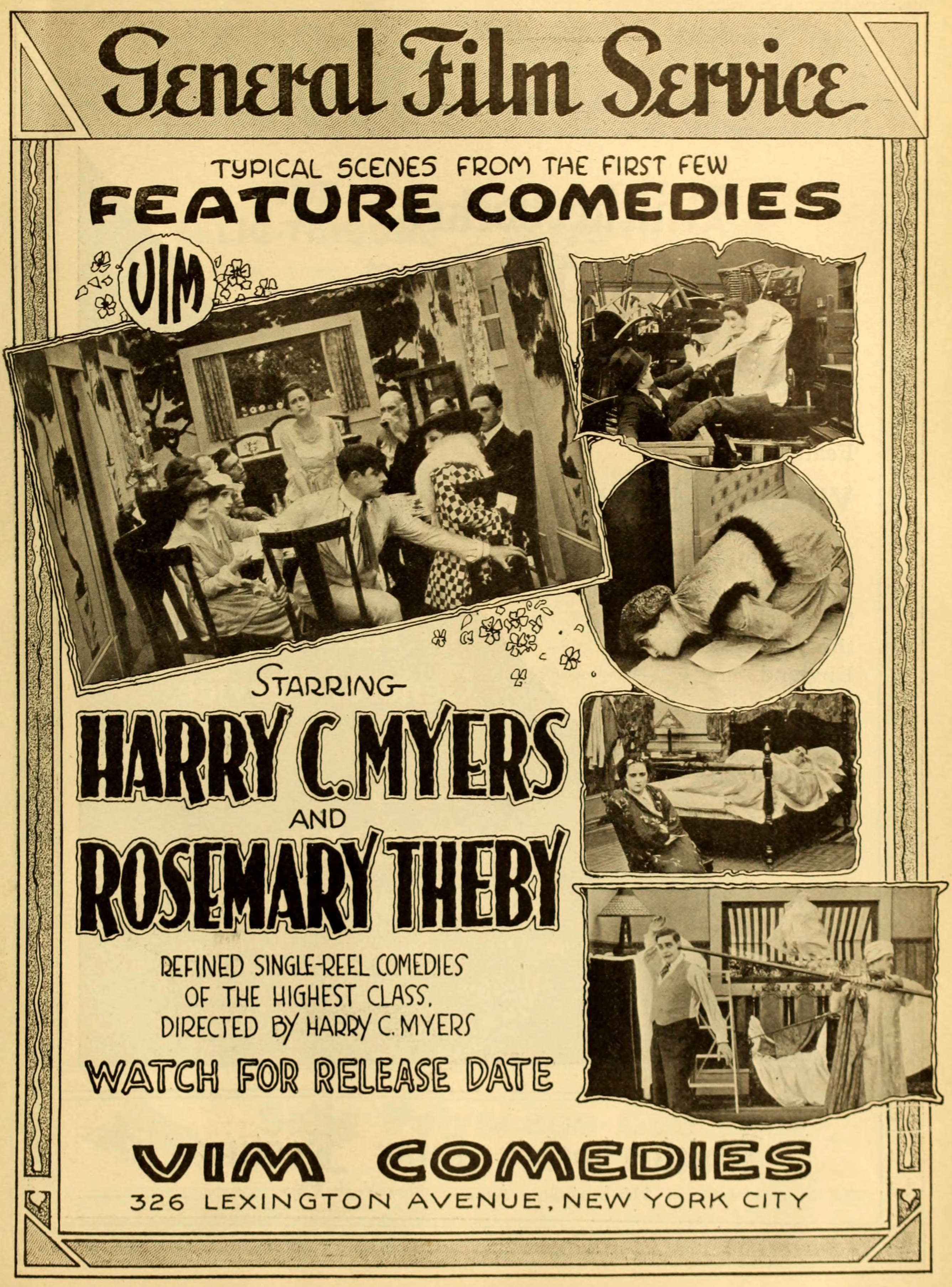
Publicidad (1916)

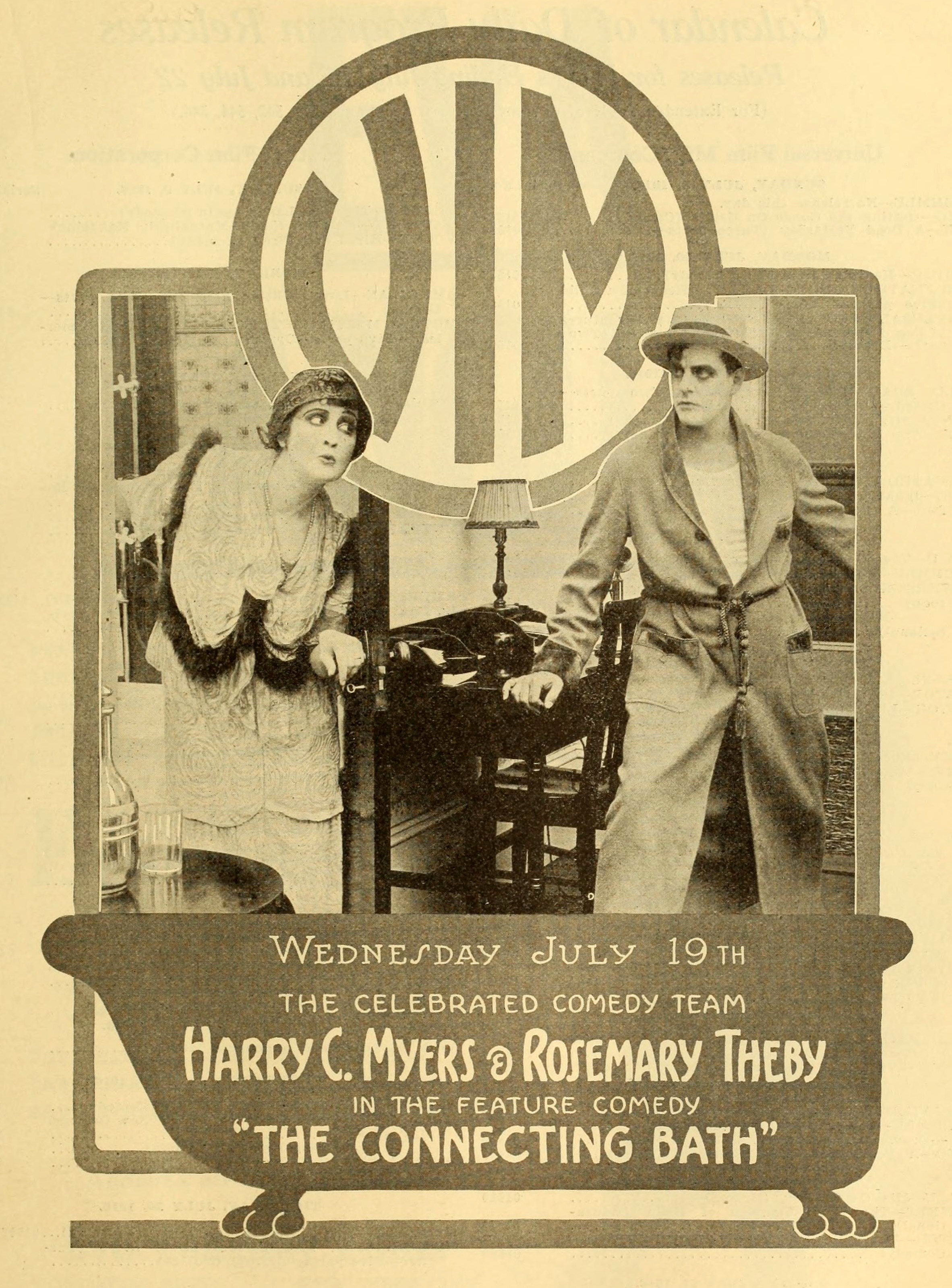
The Connecting Bath (1916)

Harry Myers (5 de septiembre de 1882 – 25 de diciembre de 1938) fue un actor y director cinematográfico de nacionalidad estadounidense, activo en la época del cine mudo. 

## Biografía
Su nombre completo era Harry C. Myers, y nació en New Haven, Connecticut. Antes de dedicarse al cine, Myers había sido durante diez años actor teatral. Se inició en el cine actuando para los estudios de Siegmund Lubin, Lubin Manufacturing Company, en 1909. En 1914 ya dirigía sus propios cortos, en los cuales actuaba él y su esposa, Rosemary Theby, para las productoras Universal Studios, Vim Comedy Company, y Pathé. 
A partir de 1920 hizo muchos papeles protagonistas en largometrajes, destacando de entre ellos su papel como excéntrico millonario en la cinta de Charles Chaplin Luces de la ciudad (1931).
Sin embargo, con la llegada del cine sonoro, su carrera declinó. En total, a lo largo de su carrera, Myers actuó en más de 300 producciones estrenadas entre 1908 y 1938, dirigiendo unos 50 filmes entre 1913 y 1917.
Harry Myers falleció en Hollywood, California, en 1938, a causa de una neumonía.

## Filmografía

### Actor (selección)

#### 1909
- Martyr or Crank?
- If Love Be True
- Blissville the Beautiful
- Three Fingered Jack

#### 1910
- The Tattooed Arm
- Over the Wire
- He Joined the Frat
- The Irish Boy
- Two Gentlemen of the Road
- Back to Boarding
- Western Justice
- The Angel of Dawson's Claim
- The Master Mechanic
- The Miner's Sweetheart
- The Cowboy's Devotion
- The Indian Girl's Romance
- A Veteran of the G.A.R.
- The Wild Man of Borneo
- Red Eagle's Love Affair
- The Motion Picture Man
- Faith Lost and Won
- The Almighty Dollar
- The Adopted Daughter
- Cowboy Chivalry
- Brothers
- The Taming of Wild Bill
- The Mystery of the Torn Note
- Romance of the Lazy K Ranch
- Spoony Sam
- The Musical Ranch
- An American Count
- Making a Man of Him
- The Blue Horse Mine

#### 1912
- A Surgeon's Heroism
- The Blacksmith
- Her Uncle's Consent
- The Poor Relation
- The Physician's Honor
- A Cure for Jealousy
- His M''istake
- Her Heart's Refuge
- Love and Tears
- The Price of a Silver Fox
- Hello, Central!
- The Sacrifice
- A Complicated Campaign
- Won by Waiting
- Darby and Joan
- The Honeymooners
- A Modern Portia
- The Runaways
- What the Driver Saw
- The Back Window
- The Derelict's Return
- For the Love of a Girl, de Barry O'Neil
- A Romance of the Coast
- The Last Rose of Summer
- Just Maine Folk
- An Irish Girl's Love
- By the Sea
- The Wonderful One-Horse Shay
- Home Sweet Home, de Barry O'Neil

#### 1913
- The Village Blacksmith
- The Old Oaken Bucket
- The Guiding Light, de Barry O'Neil
- The Lost Son
- Art and Honor
- Until We Three Meet Again
- His Children
- Memories of His Youth
- Heroes One and All
- A Deal in Oil, de Harry Myers (1913)
- Partners in Crime, de Harry Myers
- The Doctor's Romance

#### 1914
- A Question of Right
- The Moth
- His Wife
- The Catch of the Season, de Harry Myers
- The Comedienne's Strategy
- The Accusation, de Harry Myers

#### 1915
- Fathers Three
- The Law of Love, de Harry Myers
- Father's Child

#### 1916
- Man and Morality
- The Pipe Dream, de Harry Myers
- Her Financial Frenzy

#### 1917
- The Hash House Mystery
- Police Protection

#### 1918
- The Face in the Dark
- Conquered Hearts
- Out of the Night

#### 1919
- The Wildcatter
- The Masked Rider, de Aubrey M. Kennedy
- A Modern Lochinvar

#### 1922
- Kisses, de Maxwell Karger

#### 1925
- Zander the Great, de George W. Hill
- Grounds for Divorce, de Paul Bern

#### 1926
- Exit Smiling, de Sam Taylor
- Monte Carlo, de Christy Cabanne

#### 1927
- The First Night, de Richard Thorpe

#### 1931
- City Lights, de Charles Chaplin

- Allez Oop, de Buster Keaton y Charles Lamont

#### 1938
- Las aventuras de Tom Sawyer, de Norman Taurog

### Director
- A Deal in Oil (1913)
- Partners in Crime (1913)
- The Pale of Prejudice
- The Catch of the Season (1914)
- The Price of a Ruby
- A Matter of Record
- The Double Life
- The Rock of Hope
- The Hopeless Game
- The Bride of Marblehead
- The Weight of a Crown
- Love Triumphs
- The Little Gray Home
- The Comedienne's Strategy
- The Accusation (1914)
- Fathers Three
- Men at Their Best
- The Cards Never Lie
- The Hard Road (1915)
- A Romance of the Backwoods
- The Danger Line (1915)
- Playing with Fire (1915)
- The Law of Love (1915)
- Saved by a Dream (1915)
- The Artist and the Vengeful One
- Father's Money
- Baby
- The House of a Thousand Relations
- Mumps (1915)
- We Should Worry for Auntie
- The Cheval Mystery
- The Prize Story
- The Earl of Pawtucket
- My Tomboy Girl
- The Man of Shame
- He Was Only a Bathing Suit Salesman
- Father's Child
- Man and Morality
- High Fliers (1916)
- In the Night
- The Pipe Dream (1916)
- Love Spasms
- The Model Husband
- The Lathered Truth
- Object -- Matrimony
- The Latest in Vampires
- A Strenuous Visit
- Baby's Toofs
- Artistic Atmosphere
- The Hash House Mystery
- Jumping Jealousy
- Police Protection

### Guionista
- A Deal in Oil, de Harry Myers (1913)
- Fathers Three, de Harry Myers (1915)
- The House of a Thousand Relations, de Harry Myers (1915)
- My Tomboy Girl, de Harry Myers (1915)
- Father's Child, de Harry Myers (1915)
- Man and Morality, de Harry Myers (1916)
- Baby's Toofs, de Harry Myers (1916)